# Рон Буснюк
Рон Буснюк (англ. Ron Busniuk, нар. 13 серпня 1948, Форт-Вільям — 8 березня 2024) — канадський хокеїст, що грав на позиції центрального нападника.
Старший брат Майка Буснюка.

## Ігрова кар'єра
Професійну хокейну кар'єру розпочав 1970 року.
Усю професійну клубну ігрову кар'єру, що тривала 9 років, провів, захищаючи кольори команд «Баффало Сейбрс», «Міннесота Файтінг Сейнтс», «Нью-Інгланд Вейлерс» та «Едмонтон Ойлерз».
По завершенні ігрової кар'єри тренував аматорські клуби.

## Статистика
| Сезон        | Клуб                       | Ліга         | Регулярний сезон | Регулярний сезон | Регулярний сезон | Регулярний сезон | Регулярний сезон | Плей-оф | Плей-оф | Плей-оф | Плей-оф | Плей-оф |
| Сезон        | Клуб                       | Ліга         | І                | Г                | П                | О                | ШХ               | І       | Г       | П       | О       | ШХ      |
| ------------ | -------------------------- | ------------ | ---------------- | ---------------- | ---------------- | ---------------- | ---------------- | ------- | ------- | ------- | ------- | ------- |
| 1972–73      | «Баффало Сейбрс»           | НХЛ          | 1                | 0                | 0                | 0                | 9                | —       | —       | —       | —       | —       |
| 1973–74      | «Баффало Сейбрс»           | НХЛ          | 5                | 0                | 3                | 3                | 4                | —       | —       | —       | —       | —       |
| 1974–75      | «Міннесота Файтінг Сейнтс» | ВХА          | 73               | 2                | 21               | 23               | 176              | 12      | 2       | 1       | 3       | 63      |
| 1975–76      | «Міннесота Файтінг Сейнтс» | ВХА          | 59               | 2                | 11               | 13               | 150              | —       | —       | —       | —       | —       |
| 1975–76      | «Нью-Інгланд Вейлерс»      | ВХА          | 11               | 0                | 3                | 3                | 55               | 17      | 0       | 2       | 2       | 14      |
| 1976–77      | «Нью-Інгланд Вейлерс»      | ВХА          | 55               | 1                | 9                | 10               | 141              | —       | —       | —       | —       | —       |
| 1976–77      | «Едмонтон Ойлерз»          | ВХА          | 29               | 2                | 2                | 4                | 83               | 5       | 0       | 2       | 2       | 37      |
| 1977–78      | «Едмонтон Ойлерз»          | ВХА          | 59               | 2                | 18               | 20               | 157              | 5       | 0       | 0       | 0       | 18      |
| Усього в НХЛ | Усього в НХЛ               | Усього в НХЛ | 6                | 0                | 3                | 3                | 13               | —       | —       | —       | —       | —       |
| Усього в ВХА | Усього в ВХА               | Усього в ВХА | 286              | 9                | 64               | 73               | 762              | 39      | 2       | 5       | 7       | 132     |